# 孔维克
孔维克（1956年6月12日—），斋号砚耕堂，男，山东汶上人，祖籍山东曲阜，中国画家、书法家，中国国民党革命委员会第十三届中央委员会委员、第十三届全国政协委员。孔子七十八代孫，祖先是六十三代衍圣公孔貞幹之弟孔貞寧。

## 作品
代表作品有《公车上书》、《杏坛讲学》、《孔子周游列国图》等；出版作品有《孔维克画集》、《孔维克书法集》等。